# Galium canum
Galium canum là một loài thực vật có hoa trong họ Thiến thảo. Loài này được Req. ex DC. mô tả khoa học đầu tiên năm 1830.